# Velika loža Kitajske
Velika loža Kitajske (kitajsko: 中國美生總會; Wade–Giles: Chung¹-kuo² Mei³-shêng¹ Tsung³-hui⁴) je prostozidarska velika loža v Kitajskem, ki je bila ustanovljena leta 1949.
Združuje 10 lož, ki imajo skupaj 754 članov.